# ۱۳ ربیع‌الاول
۱۳ ربیع‌الاول، سیزدهمین روز از ماه ربیع‌الاول در تقویم هجری قمری است.
در تقویم هجری قمری قراردادی این روز هفتاد و دومین روز سال است.

## وقایع
در چنین روزی حکومت بنی عباس برای اولین بار با انتصاب سفاح به‌عنوان نخستین خلیفه به‌قدرت رسید.

## درگذشتگان
- ۱۳۹۳ - محمود تیمور،  داستان‌نویس و نمایشنامه‌نویس مصری
- ۱۴۳۹ - ریزعلی خواجوی، شخصیت افتخارآمیز ایرانی در فداکاری.